# Heinrich Baak
Heinrich Baak (* 29. Juli 1886 in Marienfeld; † 2. Juli 1933 in Köln) war ein deutscher Bildhauer.

## Leben
Heinrich Baak wurde am 29. Juli 1886 in Marienfeld geboren. Von 1900 bis 1904 erlernte er das Handwerk des Bildhauers bei Heinrich Hartmann in Wiedenbrück. Danach arbeitete er in verschiedensten Werkstätten, darunter auch bei Peter Tilmanns in Erkelenz. Um 1910 ging Baak nach Köln, um in der Werkstatt von August Schmidt mit dessen Neffen eine eigene Abteilung für Figuristen einzurichten. Alle Werke, die bis zur Weltwirtschaftskrise entstanden, sind von diesen beiden. Mit der Krise fällt Baak in die Arbeitslosigkeit und hält sich mit gelegentlichen Arbeiten, wie dem Schnitzen von Möbeln, über Wasser.
Heinrich Baak starb am 2. Juli 1933 in Köln.

## Werke
Da Baak nie selbständig gewesen ist, sind die meisten seiner Werke nicht seinem Namen, sondern dem der Werkstatt zugeschrieben. Mit Sicherheit können ihm aber die Gedenktafel für die Gefallenen des Ersten Weltkrieges in der ehemaligen Klosterkirche Marienfeld sowie drei der dortigen Krippenfiguren nachgewiesen werden.

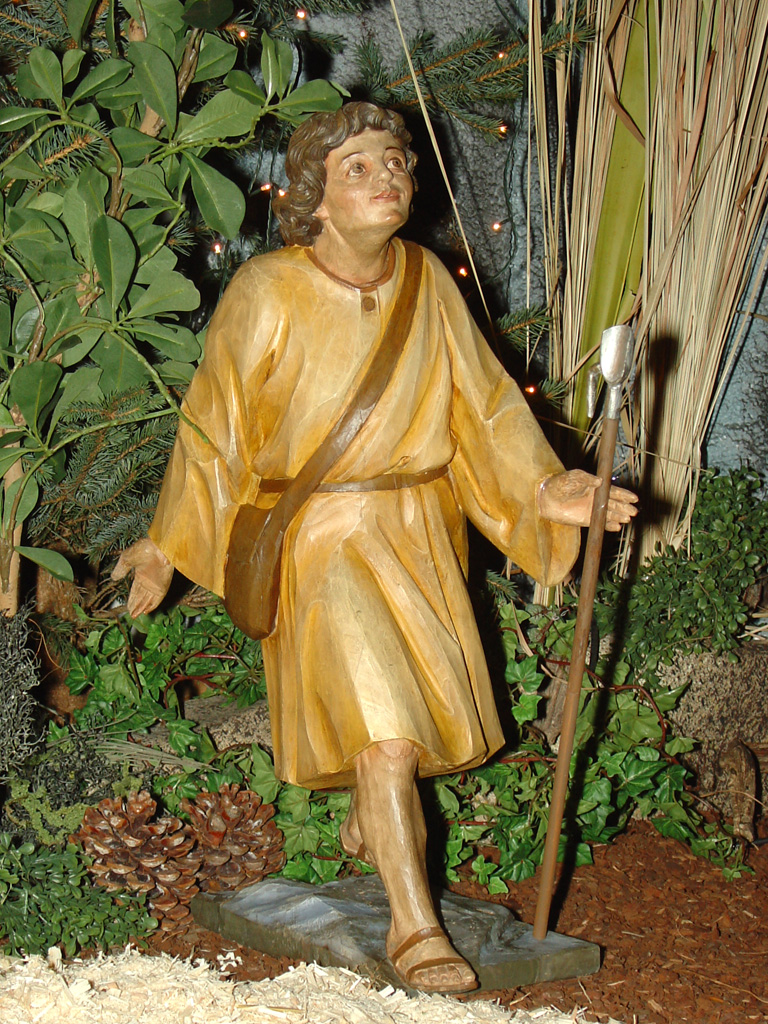
Krippenfigur im Kloster Marienfeld
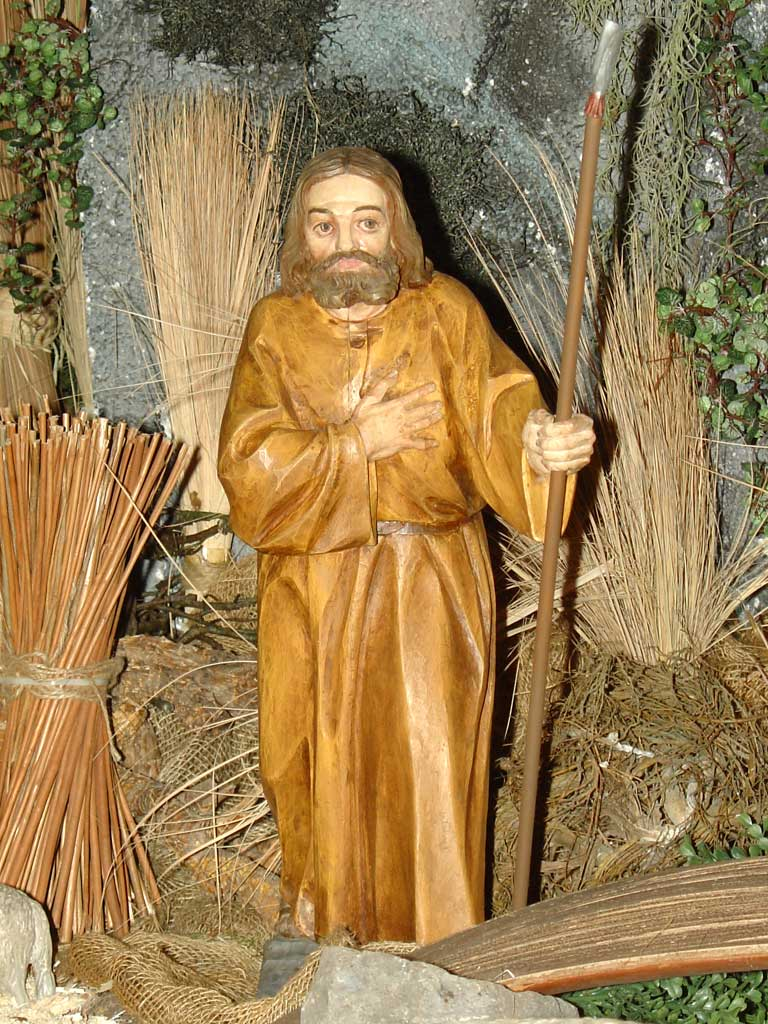
Krippenfigur im Kloster Marienfeld
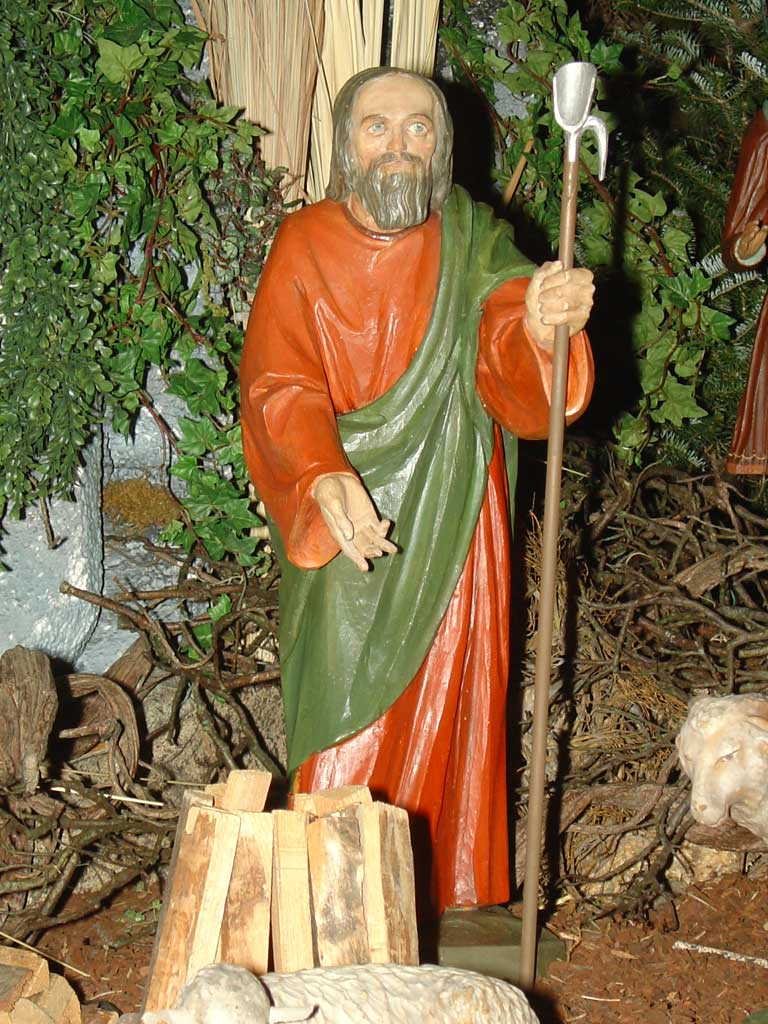
Krippenfigur im Kloster Marienfeld
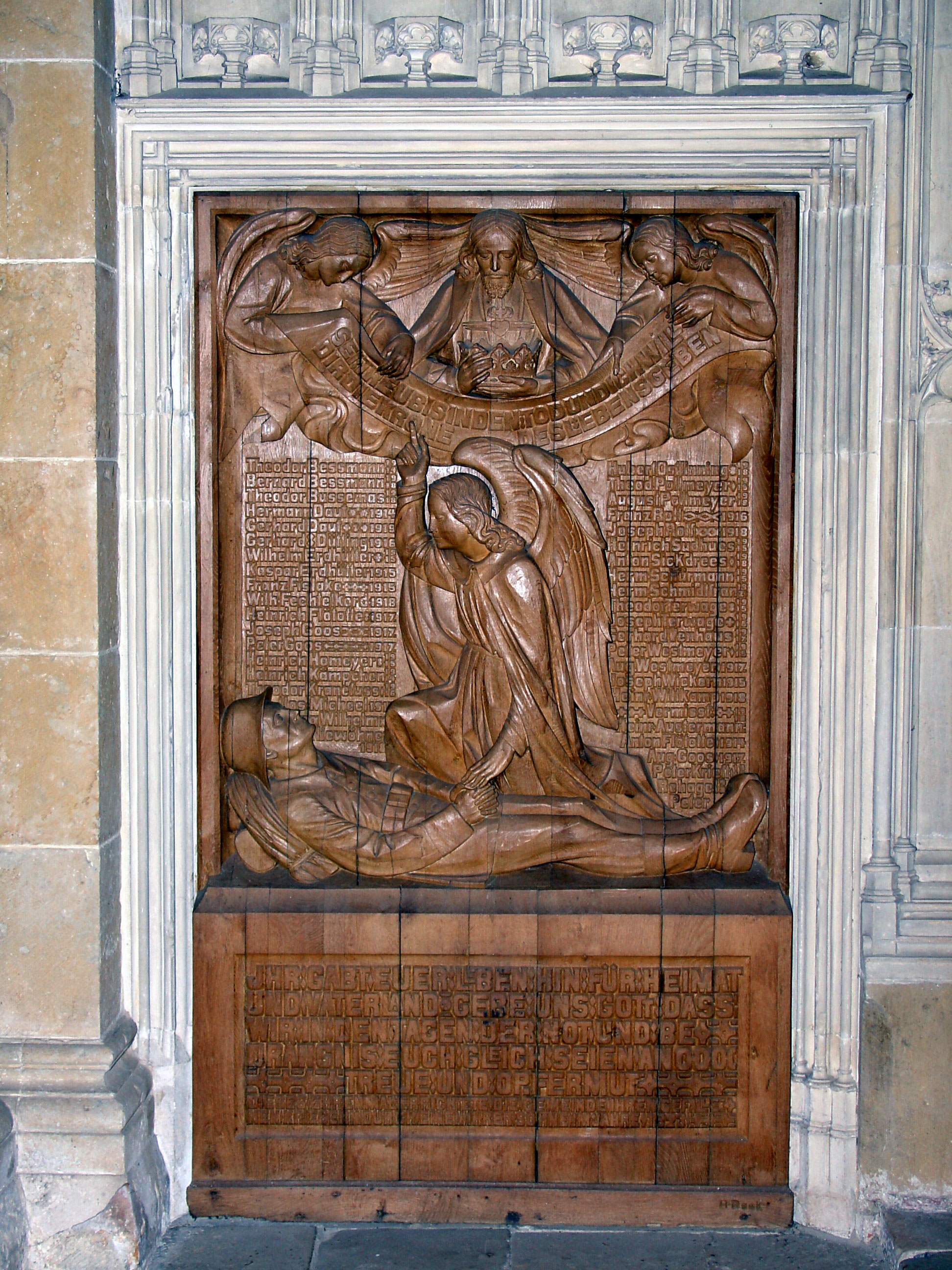
Gedenktafel für die Gefallenen des Ersten Weltkrieges im Kloster Marienfeld